# Богдан-АХ071
Богдан-АХ071 — шкільний автобус українського виробництва, що виготовлявся корпорацією «Богдан» в 2004–2005 роках.

## Опис моделі
У 2002 році урядом України була прийнята програма «Шкільний автобус». Її метою стало надання всім школярам, які проживають у віддалених селах, транспорту, який може доставити їх до місця навчання. Для забезпечення рухомим складом сільських шкіл багато українських виробників автобусів на основі базових моделей створили спеціальні модифікації, призначені для перевезення дітей, а деякі заводи розробили для цього навіть спеціальні моделі. До останніх відноситься автобус Богдан-АХ071, створений АТ «Черкаський автобус» в 2004 році.
В основі конструкції шкільного автобуса Богдан-АХ071 лежить шасі автобуса ЗІЛ-3250, тому зовні він нагадує популярний російський «Бичок». Кузов моделі Богдан-АХ071 був розроблений конструкторами АТ «Черкаський Автобус». В салон веде одна автоматична двері, розташована в базі автобуса в передній частині. Підніжка автоматичних дверей розташована на рівні тротуару, що забезпечує зручну посадку для дітей. У задньому звисі є ручна двері, призначена для аварійного виходу.
У салоні автобуса розташоване 26 сидінь з підголівниками. Вентиляція салону забезпечується за рахунок сздвіжних кватирок у вікнах і єдиного люка в даху. Опалення здійснюється за допомогою автономної закритої системи обігріву.
Протягом 2004–2005 років було випущено кілька десятків автобусів Богдан-АХ071, які працюють зараз в різних областях України, після чого випуск автобусів цієї моделі був припинений.